# Вазописець Аміка

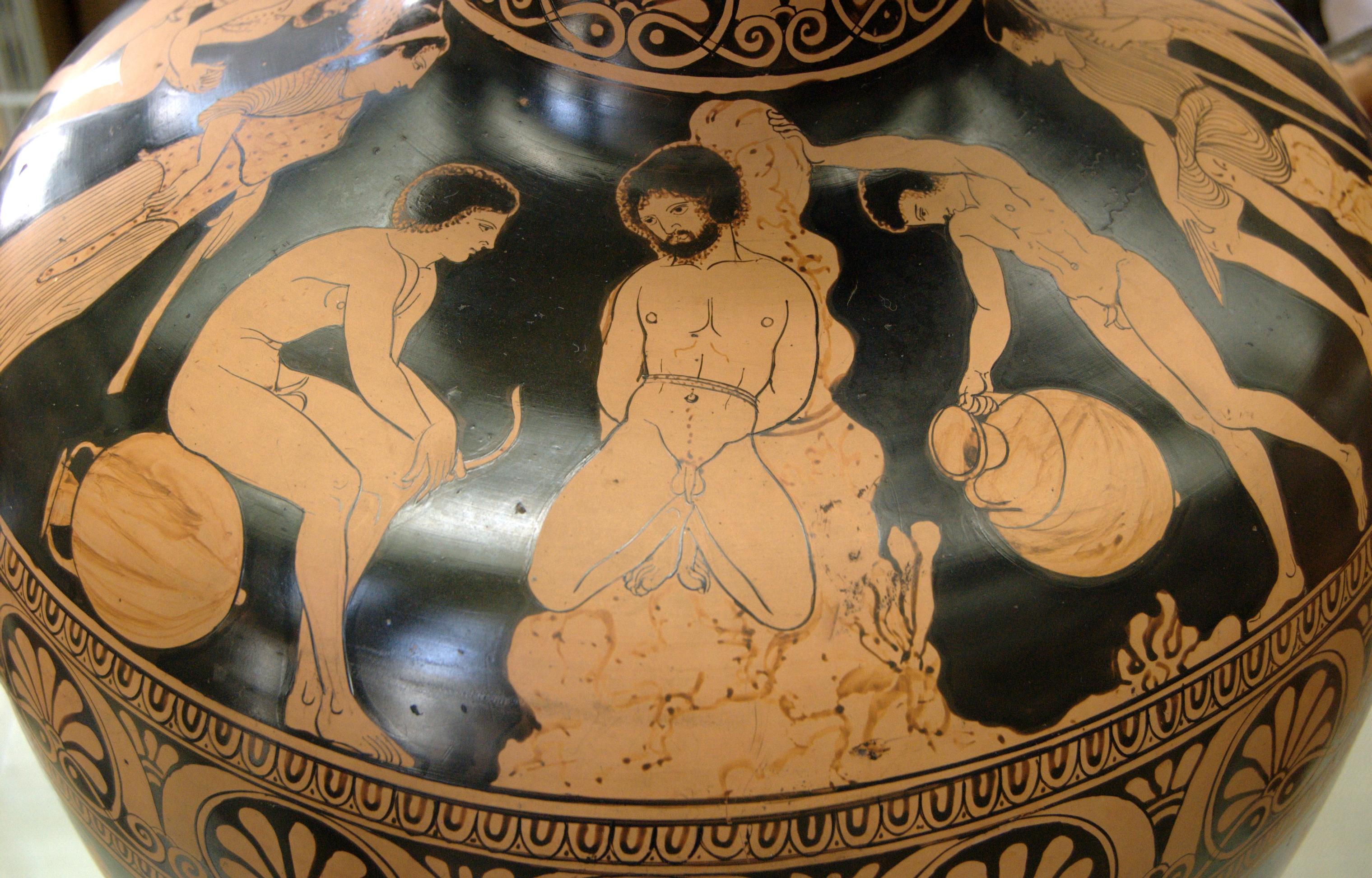
Амік в оточенні аргонавтів, іменна гідрія Вазописця Аміка, Кабінет медалей

Вазописець Аміка (англ. Amycus Painter, нім. Amykos-Maler) — анонімний давньогрецький вазописець, працював у Луканії у V столітті до н. е. у червонофігурній техніці.
Цей плідний вазописець працював у майстерні, розташованій у Метапонті. Хоча його ранні роботи (430–420 до н. е.) несуть на собі вплив Вазописця Пістіччі, він незабаром створив свою власну манеру. Шість несторид, приписуваних авторству Вазописця Аміка, визнано найдавнішими давньогрецькій кераміці південно-італійського регіону. Окрім міфологічної тематики Вазописець Аміка широко використовував мотиви діонісійські, палестри, а також інші жанрові сцени. Стиль майстра вплинув на його численних учнів та послідовників.

## Відомі роботи
- іменна ваза — гідрія, на якій зображено міфологічну сцену — покарання Аміка аргонавтами. Нині ваза зберігається у Кабінеті медалей в Парижі.
- несторида із фігурами на двох регістрах. Обидва вони зображують воїнів із обладунками, що спілкуються (сторона А) або переслідують (сторона В) юних дівчат. Експонується в Луврі.[1].
- кратер D150-1977 у Національній галереї Вікторії, Мельбурн, Австралія[2].
- кратер із зображенням молодої жінки у хітоні та гіматії, що тримає під збрую коня[3].